# Шьолдагер, Ева Грам
Ева Грам Шьолдагер (дат. Eva Gram Schjoldager; род. 8 мая 1966 года, Орхус, Дания) — датская актриса. Съёмки её первого фильма проходили в период, когда Еве Грам было 13-15 лет, дабы показать изменения в физическом и эмоциональном плане девочки. В 1998 году Ева получила психологическое образование в Орхусском университете. У Евы Грам есть муж и дети.

## Фильмография
| Год  | Название             | Персонаж |
| ---- | -------------------- | -------- |
| 1981 | Древо познания       | Элин     |
| 1983 | Красавица и чудовище | Друде    |